# Pamponerus germanicus
Pamponerus germanicus là một loài ruồi trong họ Asilidae. Pamponerus germanicus được Linnaeus miêu tả năm 1758.

## Hình ảnh

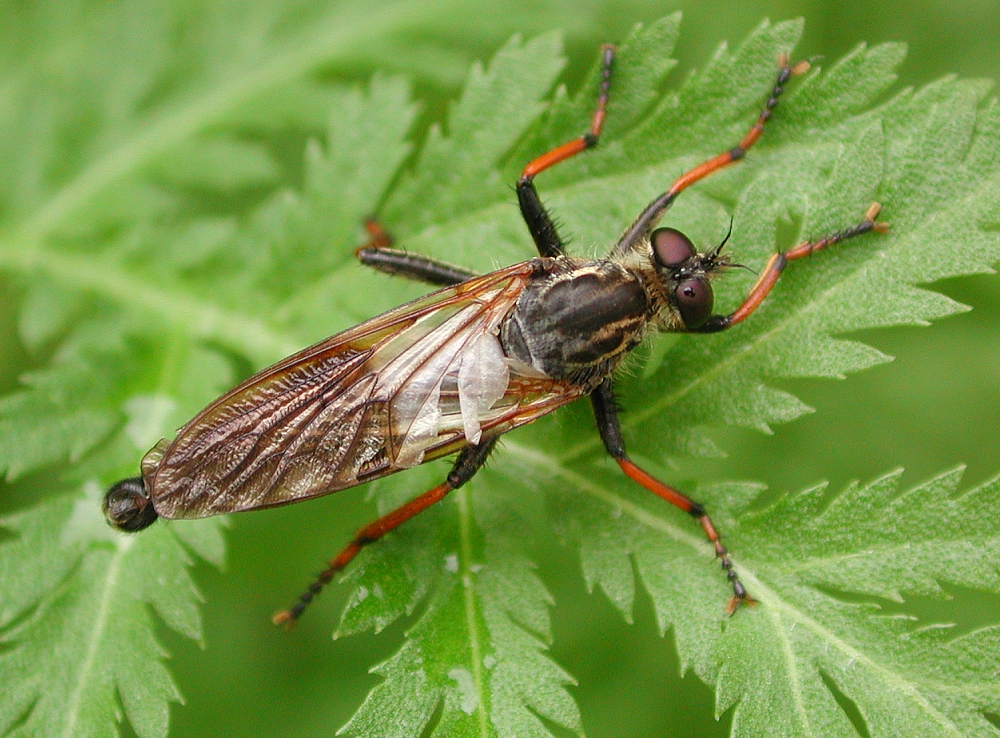
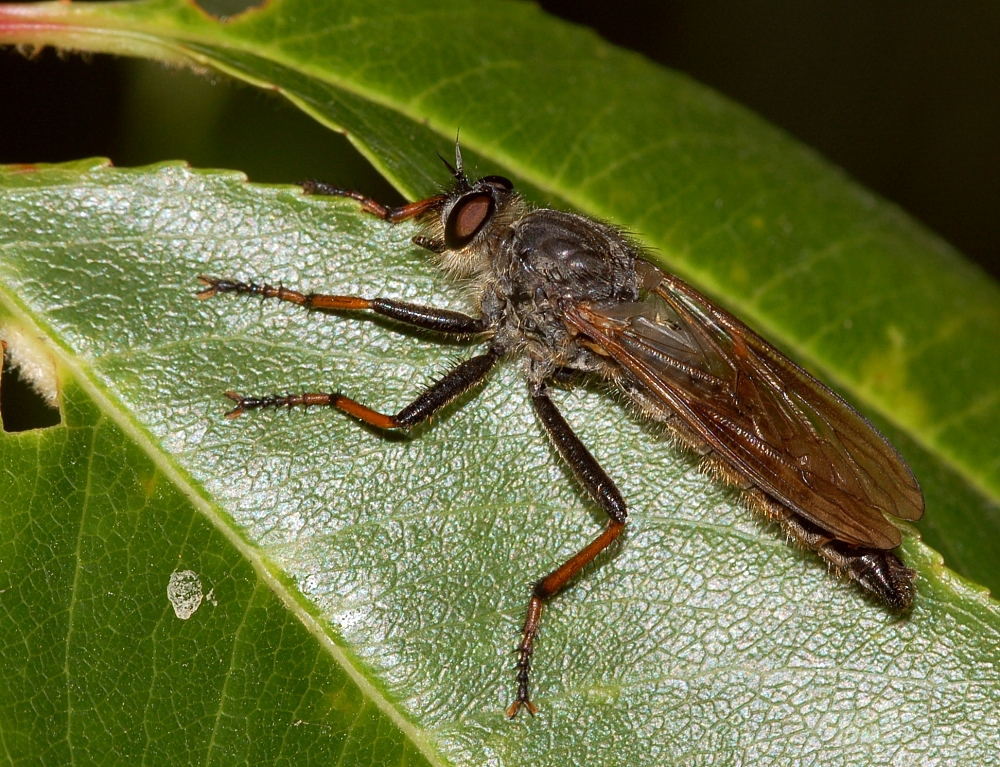
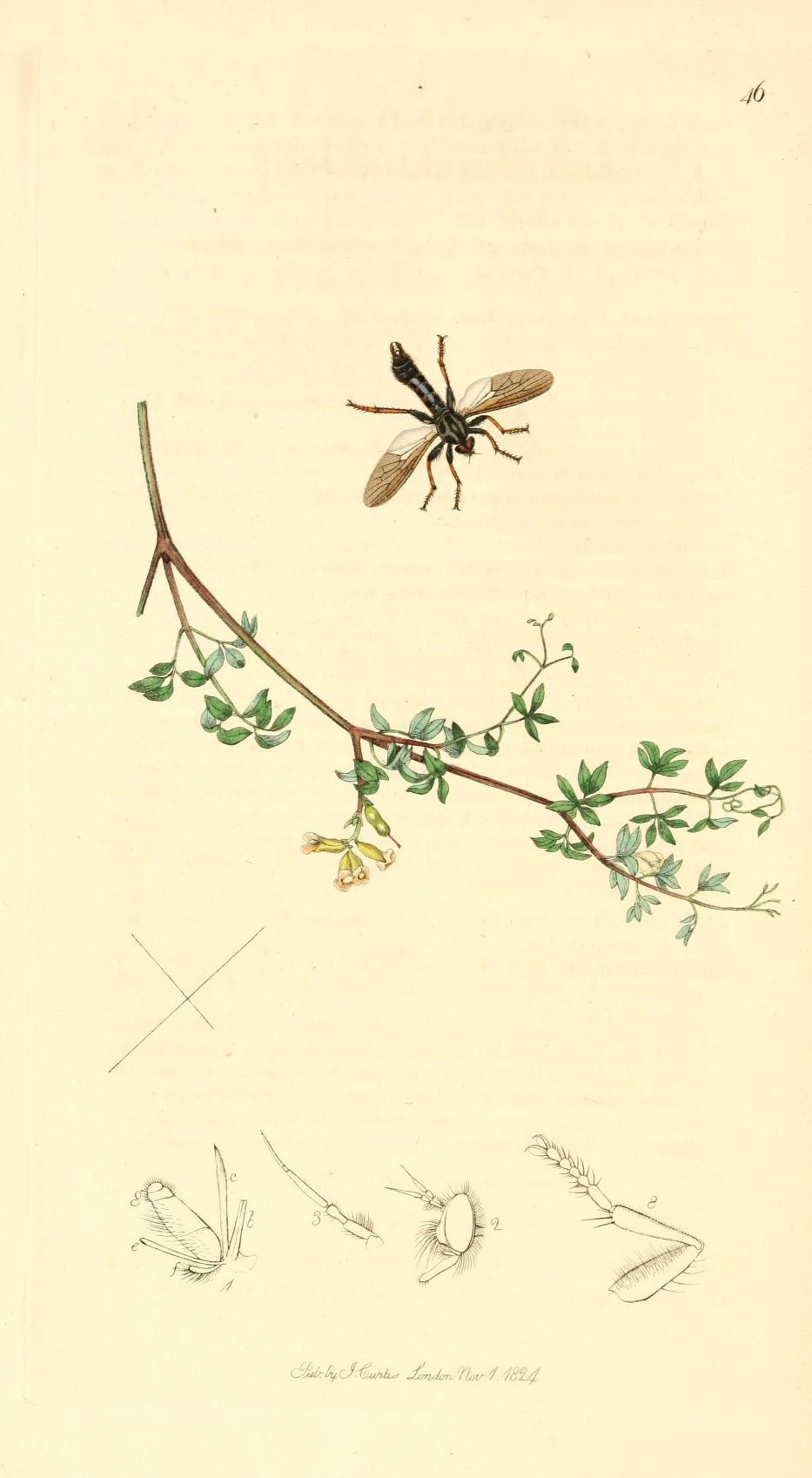
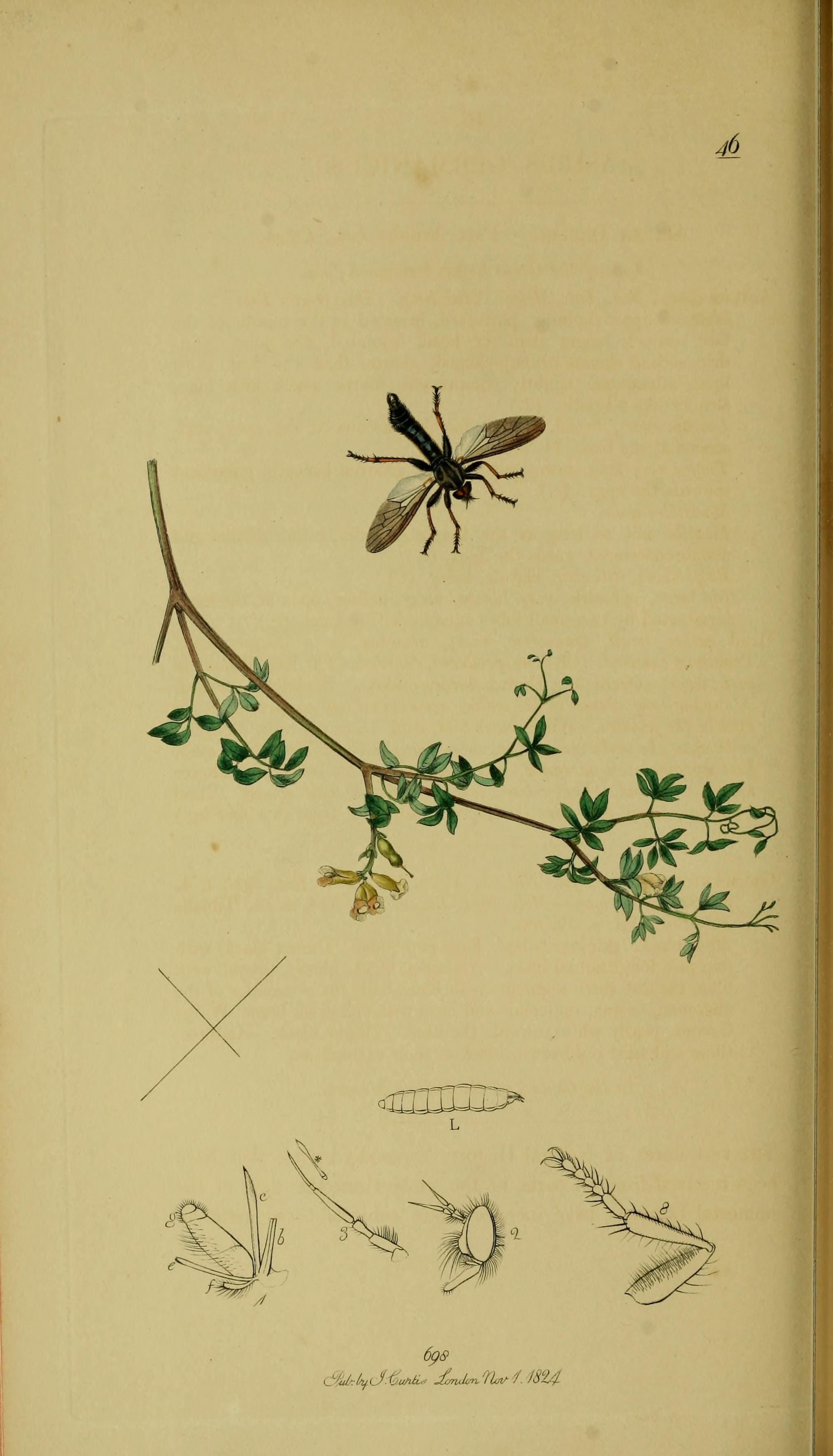